# ماريا إليز ألمان ميرشنت
ماريا إليز ألمان ميرشنت (بالإنجليزية: Maria Elise Allman Marchant)‏ هي مديرة مدرسة نيوزيلندية، ولدت في 28 أكتوبر 1869، وتوفيت في 15 نوفمبر 1919.